# تأثير صحي
يقصد بهذا المصطلح تلك التغيرات التي تطرأ على الصحة نتيجةً عن التعرض إلى مصدر ما. وللتأثيرات الصحية اعتباراتها الهامة في العديد من المجالات، ومنها الدراسات المتعلقة بالنظافة الشخصية والتلوث وسلامة أماكن العمل وعلوم التغذية والعلوم الصحية عموماً. ومن بين أهم المصادر البيئية للتأثيرات الصحية ما يلي: تلوث الهواء، تلوث المياه، تلوث التربة، التلوث الضوضائي (السمعي).
ومن بين الآثار الصحية القطعية تلك الخطورة التي تنجم عن الجرعة الدوائية، ويعتقد أن هناك حداً أو مستوى لا يمكن عنده تبين أي تأثير وقع على الصحة. أما الآثار الصحية العشوائية فتحدث محض صدفة، وهي تحدث عادة دون وجود لمستوى الحد الأدنى من الجرعة الدوائية، والتي يتناسب احتمالها مع الجرعة وتتحقق فداحتها حسب ما تم تعاطيه من جرعة، مثل أمراض السرطان والآثار الجينية. وأحيانا ما يكون لعدم التعرض لبعض المستجيبات effectors عواقب ضارة على صحة الفرد. ومن الأمثلة على تلك المستجيبات أشعة الشمس وممارسة التمارين الرياضية.